# Nation crie de Sturgeon Lake
La Nation crie de Sturgeon Lake (en cri : ᓇᒣᐢ ᓵᑲᐦᐃᑲᐣ ou namês sâkahikan) est une Première Nation (au sens de « bande indienne ») dont les membres sont d'ethnie crie des plaines et dont le siège est situé à Valleyview en Alberta, au Canada. La nation est membre du conseil tribal des Cris de l'Ouest et est partie au Traité 8. La bande a à sa disposition trois réserves indiennes, la grande Sturgeon Lake 154 et les plus petites Sturgeon Lake 154A et Sturgeon Lake 154B. Le siège de la Nation est situé sur les rives du lac Sturgeon, autour de Calais, à l'ouest de Valleyview, dans le district régional de Greenview, dans le pays de la Paix, au nord de l'Alberta. En octobre 2023, la population enregistrée de la bande est de 3 790 personnes, dont 1 581 vivent dans les réserves de la bande.

## Personnalités liées
- Tanya Kappo, militante des droits autochtones